# Санников, Андрей Олегович
Андре́й Оле́гович Са́нников (бел. Андрэй Алегавіч Саннікаў; род. 8 марта 1954, Минск) — белорусский политический и общественный деятель, координатор гражданской кампании «Европейская Беларусь», кандидат в президенты Республики Беларусь в 2010 году, политический заключённый.

## Биография
Родился в Минске. Отец — Олег Санников, мать Алла Санникова. Его дед Константин Санников белорусский режиссёр, народный артист БССР.
В 1971 году Санников окончил 42-ю минскую школу, в 1977 — переводческий факультет Минский государственный педагогический институт иностранных языков. После учёбы работал на Минском электротехническом заводе имени В. И. Козлова, а затем в Пакистане и Египте — в нефтяной компании и на строительстве алюминиевого завода. Работал в Обществе Дружбы с зарубежными странами в 1980—1981 годах.
В 1989 году окончил Дипломатическую академию Министерства иностранных дел СССР в Москве.

## Государственная служба и политическая деятельность
В 1982—1987 годах работал в Нью-Йорке в секретариате ООН в качестве переводчика Службы русского письменного перевода.
В 1992—1995 году возглавлял белорусскую делегацию на переговорах по обычному и ядерному разоружению.
В 1993—1995 годах Андрей Санников работал советником представительства Республики Беларусь в Швейцарии.
В 1995—1996 годах заместитель министра иностранных дел Беларуси.
Имеет ранг Чрезвычайного и Полномочного Посла.
В ноябре 1996 года, накануне Второго независимого референдума подал в отставку в знак протеста.
В ноябре 1997 года Андрей Санников выступил одним из инициаторов «Хартии’97». Под текстом документа подписались более 100 тысяч белорусов.
Андрей Санников был одним из организаторов маршей протеста «Раздавим фашистскую гадину!», «Так жить нельзя!» и «За лучшую жизнь», акций против фальсификации, по мнению оппозиции, выборов в 2001, 2004, 2006, 2008 годах.
В 2008 году Андрей Санников вместе с Виктором Ивашкевичем, Михаилом Мариничем и другими политиками стал инициатором гражданской кампании «Европейская Беларусь», которая ставит своей целью вступление Белоруссии в Европейский Союз.
24 сентября 2010 года Санников подал в Центральную комиссию Республики Беларусь по выборам и проведению республиканских референдумов заявку о регистрации инициативной группы по его выдвижению кандидатом в Президенты Республики Беларусь. В инициативную группу Санникова вошли 2001 человека Собрал более 160 тысяч подписей и 18 ноября 2010 года Андрей Санников зарегистрирован на заседании Центризбиркома в качестве кандидата в президенты Республики Беларусь. По данным от социологических исследований таких как НИСЭПИ, Regnum и другие рейтинг Санникова составил от 0,5 до 10,6 процентов (после А.Лукашенко и В.Некляева). По данным экзитпола от аналитического центра ECOOM на 19 декабря (день выборов) рейтинг Санникова составил 6,33% (после А. Лукашенко) Но по официальным данным — занял 2-е место с результатом 2,43 %.
Задержан вместе с женой Ириной Халип в ночь с 19 на 20 декабря 2010 года после разгона властями митинга против предполагаемой фальсификации итогов президентских выборов. 11 января 2011 года Amnesty International признала Санникова узником совести.

14 мая 2011 года Партизанский районный суд г. Минска признал Андрея Санникова виновным в организации беспорядков и приговорил его к 5 годам лишения свободы в колонии усиленного режима. Как заявлял сам Санников в своей книге "Мая гісторыя" (рус. Моя История. Книга автобиографическая), когда он находился в СИЗО, за час до взрыва в минском метро на станции "Кастрычніцкая"(рус. Октябрьская). К нему в камеру забежал Орлов(глава СИЗО). В свою очередь Орлов, заявил, что: "вы этого хотели сделать со своей оппозицией в минском метро?". Также, Санников отмечает, что до этого, послндние дни, Орлов был крайне нервным.
23 декабря 2011 года подал прошение о помиловании на имя президента Республики Беларусь Александра Лукашенко.
14 апреля 2012 года был досрочно освобождён из исправительной колонии.
В октябре 2012 года получил политическое убежище в Великобритании.

## Общественная деятельность
1998—2002 — ректор Народного университета, неформального образовательно-просветительского проекта.
2005 год — Лауреат международной премии имени Бруно Крайского в области защиты прав человека.

## Семья
Женат, имеет двух сыновей. Супруга — известная журналистка Ирина Халип, дочь театроведа, драматурга и киносценариста Владимира Халипа.

### Интервью
- «Свободная Пресса». Лукашенко рухнет в одночасье
- «Наша Ніва». Андрэй Саннікаў: Мы моцныя
- «Народная воля». Андрей САННИКОВ: «Верю в победу» (недоступная ссылка)  (недоступная ссылка) Проверено 11 апреля 2019.
- «Газета. Ru». «Радикальные сценарии возможны»
- «Интерфакс-Запад». Беларусь должна быть членом Евросоюза — А.Санников (недоступная ссылка)  (недоступная ссылка) Проверено 11 апреля 2019.
- «Лента.ру». Как победить Лукашенко?
- DELFI. Андрей Санников: система в Беларуси закостенела
- Интервью австрийской газете Die Presse

### Видео
- Выступление Андрея Санникова на заседании ЦИК при регистрации кандидатом в президенты Республики Беларусь на YouTube (рус.)
- Андрей Санников и Владимир Некляев: Вместе мы победим! на YouTube (рус.)
- Андрей Санников на BBC, русские субтитры, часть 1 на YouTube (англ.)
- Андрей Санников на BBC, русские субтитры, часть 2 на YouTube (англ.)
- Андрей Санников на BBC, русские субтитры, часть 3 на YouTube (англ.)
- Интервью Андрея Санникова каналу RTVI, часть 1 на YouTube (рус.)
- Интервью Андрея Санникова каналу RTVI, часть 2 на YouTube (рус.)
- Интервью Андрея Санникова каналу RTVI, часть 3 на YouTube (рус.)
- Конференция Дмитрия Муратова. О Халип и Санникове // Новая газета. 17 января 2012.
- Режим Лукашенко лопнет мгновенно — Андрей Санников // Форум свободной России. 4 ноября 2020.
- Андрей Санников: Всех преступников Лукашенко нужно судить // Charter97video. 13 ноября 2020.
- Зима диктатора. Когда Россия сдаст белорусам Лукашенко? // Новая газета. 3 декабря 2020. (Ирина Халип, собкор «Новой» в Минске; Андрей Санников, лидер гражданской кампании «Европейская Беларусь»; Мария Борзунова, журналист «Дождя»; Аббас Галлямов, политолог)